# Родные (фильм, 2016)
«Родны́е» (укр. «Рідні») — международно-спродюсированный документальный фильм, снятый Виталием Манским. Мировая премьера кинокартины состоялась 5 июля 2016 года на международном кинофестивале в Карловых Варах, где она была представлена в документальной конкурсной программе.
Фильм рассказывает историю жизни самого режиссёра, Виталия Манского, и его семьи, живущей в разных уголках Украины: Львове, Одессе, на Донбассе и в Крыму. Другая сюжетная линия фильма освещает глубокие корни конфликта между Украиной и Россией.

## Выход фильма
Мировая премьера фильма «Родные» под международным названием «Close Relations» состоялась 5 июля 2016 года на международном кинофестивале в Карловых Варах, где он боролся за награду документальной конкурсной программы. 20 июля того же года состоялась украинская премьера: кинокартина была показана на Одесском международном кинофестивале в секции «Специальные показы».
14 сентября 2016 года фильм был показан на международном кинофестивале в Торонто, где он соревновался за приз зрительских симпатий («People’s Choice Documentary Award») документальной программы ТIFF DOCS. 14 октября того же года «Родные» открыли Рижский международный кинофестиваль.
В 20-х числах января 2017 года «Родные» были показаны на фестивале украинского кино в Брюсселе. 27 января в киевском кинотеатре «Жовтень» прошёл премьерный показ киноленты, а на следующий день там же состоялся круглый стол при участии самого режиссёра. В прокат Украины фильм вышел 2 февраля 2017 года. Шведская премьера картины состоялась на кинофестивале в Гётеборге, который проходил с 27 января по 6 февраля 2017 года.

## Награды и номинации
| Список наград и номинаций      | Список наград и номинаций | Список наград и номинаций         | Список наград и номинаций | Список наград и номинаций | Список наград и номинаций |
| Кинопремия                     | Дата церемонии            | Категория                         | Номинант(ы)               | Результат                 | Прим.                     |
| ------------------------------ | ------------------------- | --------------------------------- | ------------------------- | ------------------------- | ------------------------- |
| Кинофестиваль в Карловых Варах | 8 июля 2016               | Лучший документальный фильм       | «Родные»                  | Номинация                 | [ 2 ] [ 14 ]              |
| Кинофестиваль в Торонто        | 14 сентября 2016          | People’s Choice Documentary Award | «Родные»                  | Номинация                 | [ 5 ] [ 15 ]              |